# 伊藤翔 (野球)
伊藤 翔（いとう しょう、1999年2月10日 - ）は、千葉県匝瑳市出身のプロ野球選手（投手）。右投右打。メキシカンリーグのカンペチェ・パイレーツ所属。

## 経歴

### プロ入り前
中学校では九十九リトルシニアに所属し野手としてプレー。祖父は野栄町の町長を務めていた。
進学した横芝敬愛高校では、2年生からエースとなった。3年夏は県大会3回戦で敗退し甲子園出場はなかった。プロ志望届を提出したが指名漏れしたため独立リーグ行きを選択。大学に進学するとドラフトは4年後、社会人に進むとドラフトは3年後になるが、独立リーグの場合は1年目から指名対象となるため、早期のNPB入りが狙いであったと述べている。

### 独立リーグ・徳島時代
四国アイランドリーグplusのトライアウトを受験し、2016年11月13日に行われたドラフト会議において徳島インディゴソックスから指名（特別合格）を受け、入団した。背番号は14。
徳島では初年度より主戦投手の一角を占め、16試合に登板して8勝2敗、防御率2.18（リーグ2位）の成績を挙げてチームの前期優勝に貢献。香川オリーブガイナーズとのリーグチャンピオンシップ、信濃グランセローズとのグランドチャンピオンシップでも好成績を収め、チームはリーグ総合優勝と独立リーグ日本一を勝ち取る。個人タイトルは獲得できなかったが、リーグの年間MVPおよびグランドチャンピオンシップMVPに選出された。徳島では監督の養父鐵やコーチの鈴木康友から指導を受け、多くの学びを得たと述べている。球速も入団当時の140km/h前後から152km/hに向上した。
2017年10月26日に行われたNPBドラフト会議では、埼玉西武ライオンズから3位指名を受けた。独立リーグ出身の選手としては、又吉克樹（香川→中日ドラゴンズ、2013年ドラフト2位）に次ぐ上位での指名となった。また、高卒1年目の独立リーグ選手が支配下登録枠でドラフト指名を受けたのは、角中勝也（高知ファイティングドッグス→千葉ロッテマリーンズ、2006年ドラフト7位）以来11年ぶりであった。11月19日に、契約金4500万円、年俸650万円（推定）で西武と仮契約を結んだ。背番号は36。

### 西武時代
2018年は、2月のキャンプで一軍スタートとなる。オープン戦でも5試合（7回2/3）に登板して1失点の好投を見せ、開幕を一軍で迎えた。4月11日の千葉ロッテマリーンズ2回戦（ZOZOマリンスタジアム）の9回にNPB初登板を果たし、2安打を打たれたが無失点に抑えた。その後、同12日に一軍登録を抹消され、10日後の同22日に一軍に復帰、同日の対ロッテ6回戦（メットライフドーム）の6回に2番手として登板し、初奪三振を記録した。5月16日に再び登録抹消、二軍調整を経て8月14日に一軍登録されると、同28日の対東北楽天ゴールデンイーグルス戦（上毛新聞敷島球場）で3点ビハインドの7回に登板、無失点に抑えた裏に自チームが逆転したことで、NPB初勝利を挙げた。9月9日に3度目の登録抹消となったが、同21日に一軍登録。10月4日の対ロッテ戦ではNPB初先発も経験し、5回2/3を投げ3失点で初の先発勝利も挙げた。16試合に登板し、26回と1/3を投げ3勝、防御率2.73という成績を残した。
2019年は、開幕を二軍で迎え、5月24日に一軍登録されるも6月4日に登録抹消。8月27日に再び一軍登録されるも、9月22日に登録抹消となり、そのまま二軍でシーズンを終えた。最終成績は、救援登板6試合で防御率6.00であった。
2020年も開幕を二軍で迎えたが、7月10日にリリーフとして一軍登録され、4試合に救援登板。その後チーム事情により8月5日の対北海道日本ハムファイターズ戦でNPB2度目の先発登板するも、調整不足もあり4回1/3で降板したが、1失点と好投した。同12日にも先発登板したが、4回3失点でNPB初黒星を喫し、同14日に登録抹消となった。9月11日に一軍登録され、2試合のロングリリーフを経て同24日に先発登板したが、4回途中4失点で敗戦投手となり、翌日に登録抹消となった。10月30日に再び昇格し、一軍でシーズンを終え、先発登板3試合・救援登板9試合、0勝2敗、防御率4.08という成績であった。
2021年は、中継ぎとしてルーキーイヤー以来となる開幕一軍入りを果たすと、3月30日の対北海道日本ハムファイターズ戦でNPB初ホールドを記録した。前年のようにローテーションの谷間で先発を任されることもあったが、4月29日のロッテ戦では先発するも一死しか取れずに降板するなど不安定な投球が目立つようになり、5月19日に登録抹消となった。一軍では13試合の登板で防御率4.00ながら18イニングを投げて被安打22・与四球16と不安定なピッチングであった。抹消後は、イースタン・リーグで18試合に登板し防御率7.57と結果を残せなかったため、再び一軍に昇格することができなかった。10月18日には、神奈川県内の病院で右肘内側側副靱帯再建術（トミー・ジョン手術）及び右肘後方クリーニング術を受け、実戦復帰には1年程度を要する見込みであることが翌19日に球団から発表された。そのため、育成契約することを前提に、10月25日に戦力外通告を受け、12月9日に育成選手として再契約したことが発表された。背番号は113。
2022年は前述の手術の影響でほぼ1年をリハビリテーションに費やした。オフに再び戦力外通告を受け、育成選手への契約変更から1年経過による自由契約となったが、11月30日に再契約した。
2023年は、4月4日のハナマウイとの練習試合で実戦復帰すると、同月23日のヤクルトとの試合で復帰後初の二軍公式戦登板を果たした。この年は二軍で30試合に登板し、2勝0敗、防御率3.76の成績を挙げたが支配下復帰には至らず、10月4日に3度目の戦力外通告を受けた。ただし、みやざきフェニックス・リーグおよび秋季キャンプには参加し、11月23日に再契約した。
2024年は二軍でも9試合の登板にとどまり、10月2日に4度目の戦力外通告を受けた。発表に付されたコメントでは今後は「未定」としていた。11月14日の12球団合同トライアウトに参加し、打者2人をセカンドライナーとサードフライに打ち取った。

### メキシカンリーグ時代
12球団合同トライアウトを受けた後の12月25日にTBS系で放送されたプロ野球戦力外通告・クビを宣告された男達によると社会人野球のTHINKフィットネス・GOLD'S GYMベースボールクラブとメキシコのメキシカンリーグ、軟式企業チームオファーがあったことが判明し、本人のXでも野球選手を続行するとポストしていた。2025年3月2日、メキシカンリーグのメキシコシティ・レッドデビルズが伊藤の入団を発表した。しかし目立った成績を残せずチームを退団。同年6月4日、カンペチェ・パイレーツへの入団が発表された。

## 選手としての特徴・人物
独立リーグ時代の球速の最速は152km/hであった。
2021年1月2日に一般女性と結婚した。

## 詳細情報

### 年度別投手成績
| 年 度     | 球 団     | 登 板 | 先 発 | 完 投 | 完 封 | 無 四 球 | 勝 利 | 敗 戦 | セ 丨 ブ | ホ 丨 ル ド | 勝 率 | 打 者 | 投 球 回 | 被 安 打 | 被 本 塁 打 | 与 四 球 | 敬 遠 | 与 死 球 | 奪 三 振 | 暴 投 | ボ 丨 ク | 失 点 | 自 責 点 | 防 御 率 | W H I P |
| --------- | --------- | ----- | ----- | ----- | ----- | -------- | ----- | ----- | -------- | ----------- | ----- | ----- | -------- | -------- | ----------- | -------- | ----- | -------- | -------- | ----- | -------- | ----- | -------- | -------- | ------- |
| 2018      | 西武      | 16    | 1     | 0     | 0     | 0        | 3     | 0     | 0        | 0           | 1.000 | 115   | 26.1     | 26       | 1           | 9        | 0     | 1        | 13       | 1     | 0        | 12    | 8        | 2.73     | 1.33    |
| 2019      | 西武      | 6     | 0     | 0     | 0     | 0        | 0     | 0     | 0        | 0           | ----  | 25    | 6.0      | 7        | 1           | 3        | 0     | 0        | 2        | 0     | 0        | 4     | 4        | 6.00     | 1.67    |
| 2020      | 西武      | 12    | 3     | 0     | 0     | 0        | 0     | 2     | 0        | 0           | .000  | 128   | 28.2     | 30       | 3           | 16       | 0     | 0        | 18       | 6     | 0        | 13    | 13       | 4.08     | 1.60    |
| 2021      | 西武      | 13    | 2     | 0     | 0     | 0        | 0     | 1     | 0        | 2           | .000  | 91    | 18.0     | 22       | 2           | 16       | 0     | 2        | 9        | 2     | 0        | 9     | 8        | 4.00     | 2.11    |
| 通算：4年 | 通算：4年 | 47    | 6     | 0     | 0     | 0        | 3     | 3     | 0        | 2           | .500  | 359   | 79.0     | 85       | 7           | 44       | 0     | 3        | 42       | 9     | 0        | 38    | 33       | 3.76     | 1.63    |

- 2024年度シーズン終了時

### 年度別守備成績
| 年 度 | 球 団 | 投手  | 投手  | 投手  | 投手  | 投手  | 投手     |
| 年 度 | 球 団 | 試 合 | 刺 殺 | 補 殺 | 失 策 | 併 殺 | 守 備 率 |
| ----- | ----- | ----- | ----- | ----- | ----- | ----- | -------- |
| 2018  | 西武  | 16    | 3     | 1     | 1     | 0     | .800     |
| 2019  | 西武  | 6     | 1     | 0     | 0     | 0     | 1.000    |
| 2020  | 西武  | 12    | 1     | 2     | 0     | 0     | 1.000    |
| 2021  | 西武  | 13    | 1     | 3     | 0     | 0     | 1.000    |
| 通算  | 通算  | 47    | 6     | 6     | 1     | 0     | .923     |

- 2024年度シーズン終了時

### 記録

#### NPB
初記録
- 初登板：2018年4月11日、対千葉ロッテマリーンズ2回戦（ZOZOマリンスタジアム） 8回裏に5番手で救援登板・完了、1回無失点
- 初奪三振：2018年4月22日、対千葉ロッテマリーンズ6回戦（メットライフドーム）、7回表に根元俊一から空振り三振
- 初勝利：2018年8月28日、対東北楽天ゴールデンイーグルス21回戦（上毛新聞敷島球場）、7回表に3番手で救援登板、1回無失点
- 初先発登板・初先発勝利：2018年10月4日、対千葉ロッテマリーンズ25回戦（ZOZOマリンスタジアム）、5回2/3を3失点
- 初ホールド：2021年3月30日、対北海道日本ハムファイターズ（札幌ドーム）、6回裏無死一・二塁から救援登板、1回無失点[42]

### 独立リーグでの投手成績
出典はリーグウェブサイト
| 年 度     | 球 団     | 防 御 率 | 登 板 | 勝 利 | 敗 戦 | セ 丨 ブ | 完 投 | 完 封 | 無 四 球 | 投 球 回 | 打 者 | 被 安 打 | 被 本 塁 打 | 奪 三 振 | 与 四 球 | 与 死 球 | 失 点 | 自 責 点 | 暴 投 | ボ 丨 ク |
| --------- | --------- | -------- | ----- | ----- | ----- | -------- | ----- | ----- | -------- | -------- | ----- | -------- | ----------- | -------- | -------- | -------- | ----- | -------- | ----- | -------- |
| 2017      | 徳島      | 2.18     | 16    | 8     | 4     | 0        | 2     | 2     | 0        | 103.0    | 418   | 92       | 5           | 97       | 20       | 2        | 33    | 25       | 7     | 0        |
| 通算：1年 | 通算：1年 | 2.18     | 16    | 8     | 4     | 0        | 2     | 2     | 0        | 103.0    | 418   | 92       | 5           | 97       | 20       | 2        | 33    | 25       | 7     | 0        |

### 背番号
- 14（2017年）
- 36（2018年[8] - 2021年）
- 113（2022年[25] - 2024年）

### 登場曲
- 「JUST LIVE MORE」鎧武乃風（2018年 - 2021年）